# Elio De Capitani
Elio De Capitani (Sottochiesa di Taleggio, 28 luglio 1953) è un attore e regista italiano.

## Biografia
Ha legato il suo nome al Teatro dell'Elfo, entrandone a far parte non ancora ventenne nel 1973. Nel 1982, la sua prima regia, l'esperimento iperrealistico di Nemico di classe, ne fa un artista di primo piano della scena italiana. Recita poi, diretto dal sodale Gabriele Salvatores, nel film Sogno di una notte d'estate. Diviene quindi regista stabile dell'Elfo, dedicandosi all'indagine sull'uomo e sulla società attraverso il lascito scritto del teatro di tutti i secoli, soprattutto contemporaneo. Dal 2005 dedica parte del suo tempo all'insegnamento universitario alla IULM di Milano. Molta curiosità giornalistica ha suscitato la sua interpretazione di Silvio Berlusconi nel film Il caimano (2006) di Nanni Moretti.
Ha ricevuto nel 2007 il premio Ubu come miglior attore non protagonista per il ruolo di Roy Cohn nello spettacolo Angels in America di Tony Kushner, regia di Elio De Capitani e Ferdinando Bruni, nel 2008 vince sempre insieme a Ferdinando Bruni il premio Hystrio alla Regia.
Il 6 marzo 2010 il Teatro dell'Elfo inaugura la sua nuova sede a Milano, l'Elfo Puccini - Teatro d'arte contemporanea, in corso Buenos Aires, con le sue tre sale dedicate a William Shakespeare (500 posti), a Rainer Werner Fassbinder (200 posti) e a Pina Bausch (100 posti).

## Filmografia
- Sogno di una notte d'estate, regia di Gabriele Salvatores (1983)
- Live, regia di Bruno Bigoni e Kiko Stella (1984)
- Veleno, regia di Bruno Bigoni (1993)
- Apnea, regia di Roberto Dordit (2005)
- Il caimano, regia di Nanni Moretti (2006)
- Uccidete la democrazia!, regia di Rubén Oliva (2006) – documentario
- Vita agli arresti di Aung San Suu Kyi, regia di Marco Martinelli (2017)
- Lasciami andare, regia di Stefano Mordini (2020)
- La divina cometa, regia di Mimmo Paladino (2022)
- Il ritorno di Casanova, regia di Gabriele Salvatores (2023)
- Cento domeniche, regia di Antonio Albanese (2023)

## Riconoscimenti
- Premio Ubu
  - 2006/2007: Migliore attore non protagonista per Angels in America di Tony Kushner
  - 2010/2011 Miglior spettacolo (ex aequo con Dopo la battaglia scritto e diretto da Pippo Delbono): The History Boys di Alan Bennett, regia Ferdinando Bruni e Elio De Capitani
- Premio Flaiano sezione teatro[3]
  - 2014 - Premio alla regia per Morte di un commesso viaggiatore di Arthur Miller